# Turnul de apă din Chișinău
Turnul de apă (denumit și Castelul de apă) este un monument de arhitectură și artă de însemnătate națională, introdus în Registrul monumentelor de istorie și cultură a municipiului Chișinău. Edificiul a fost zidit la sfârșitul secolului al XIX-lea după un proiect întocmit de Alexander Bernardazzi, pe cel mai înalt punct al orașului de la acea perioadă. Muzeul este cunoscut ca Turnul de apă, deoarece aici la început își avea sediul instituția furnizoare de apă potabilă din orașul gubernial. 
În prezent muzeul orașului Chișinău, turnul găzduiește expoziția „Istoria orașului”, exponatele căreia datează din intervalul sec. XV-XX. De asemenea, pe ultimul nivel al castelului de apă se organizează deseori expoziții de picturi, fotografii, vernisaje, și chiar concerte.

## Istoric
Odată cu construcția turnului a apărut și prima rețea de canalizare din Chișinău, elaborată pe timpurile primarului Carol Schmidt. Acesta alimenta cu apă zona centrală a orașului, cu o capacitate de 200 mii de căldări de apă pe zi.
Din 1892 până în 1940, clădirea a servit drept turn de apă, iar din 1940 a fost folosită ca turnul pompierilor (în foișorul de foc de la nivelul superior se afla cisterna cu apă), alături localizându-se unitatea de pompieri. Ca un muzeu al orașului Chișinău, turnul a început să lucreze în anul 1971.

## Structură
Înălțimea turnului până la cornișă este de 22 m. Pereții sunt construiți din piatră locală, cu câteva rânduri de cărămidă. Grosimea lor variază de la 60 cm la nivelul superior, până la 2 m la fundament. Înlăuntrul turnului s-a păstrat o scară metalică în formă de spirală fabricată la uzina din Chișinău a lui Serbov-Sîrbu, iar în timpul renovării din 2013, a fost instalat un ascensor. 
În timpul cutremurului din anul 1990 clădirea a fost grav avariată, și a fost închisă timp de zece ani. În anul 2000, muzeul s-a redeschis, însă doi ani mai târziu a fost din nou închis pentru renovare. În 2011 își deschide ușile din nou, iar apoi, după o altă reamenajare, în 2013. 
Un turn asemănător, care însă nu s-a păstrat, a existat la intersecția străzilor Vasile Alecsandri și Veronica Micle.

## Galerie de imagini

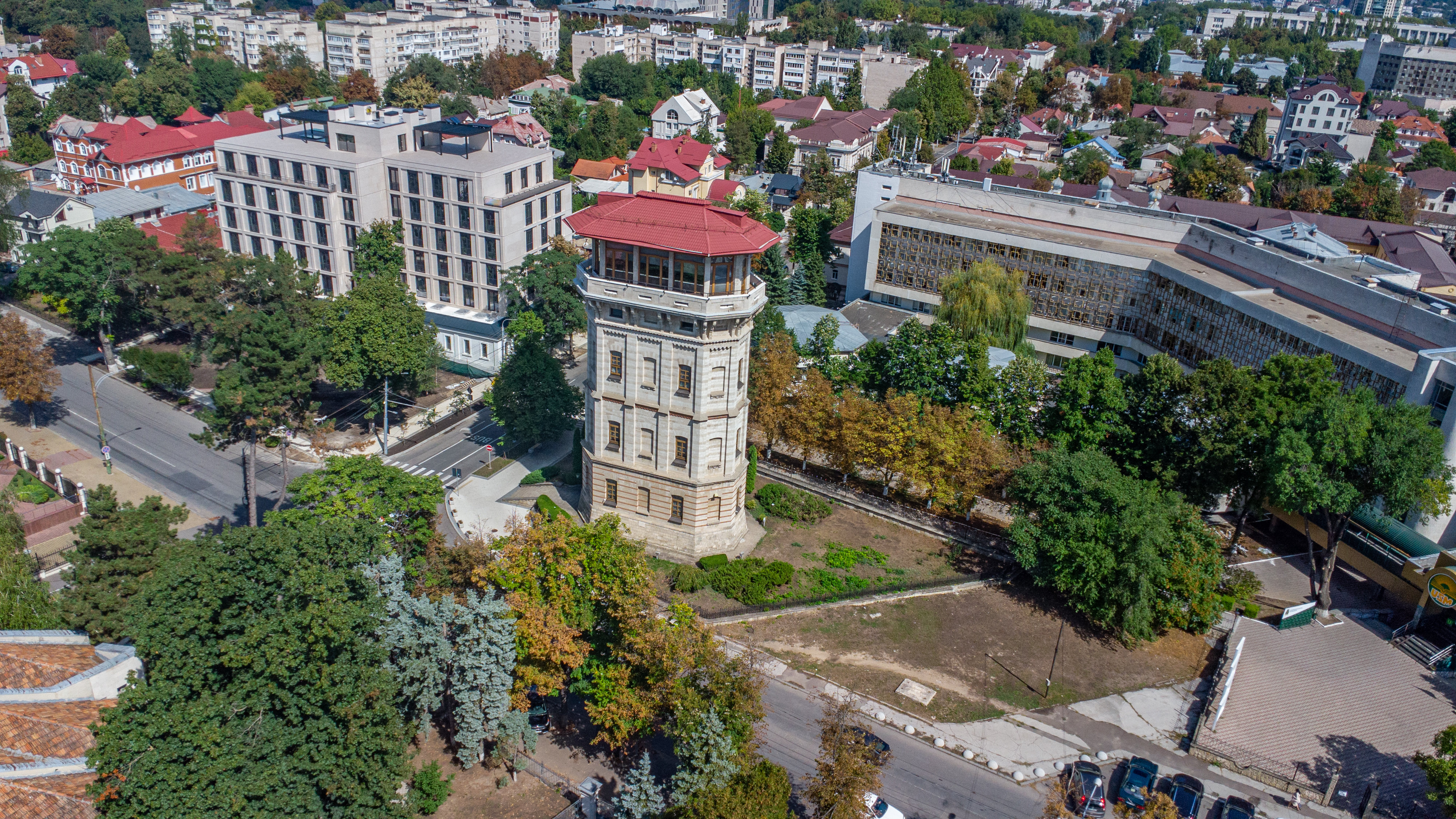
Vedere aeriană
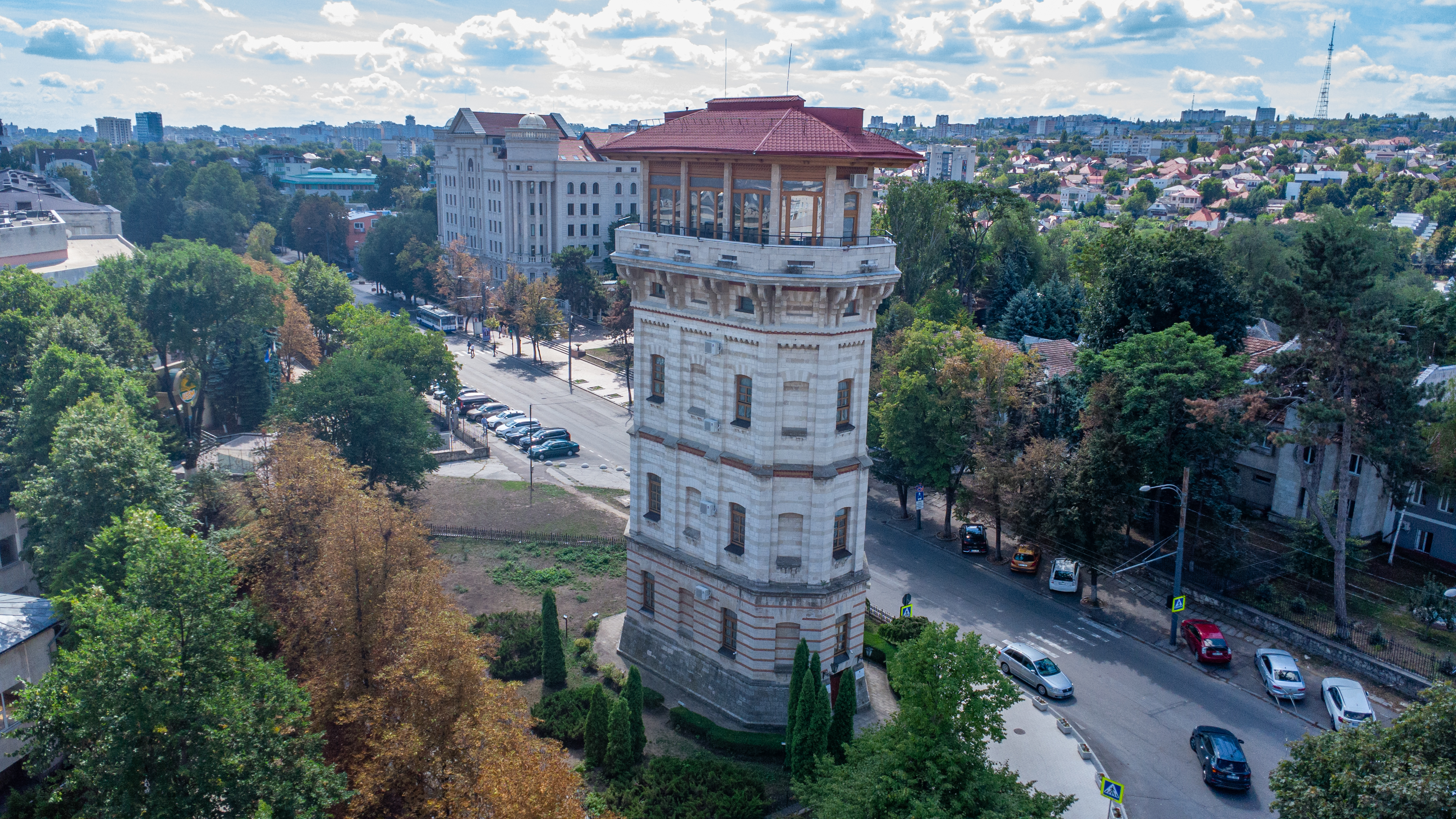
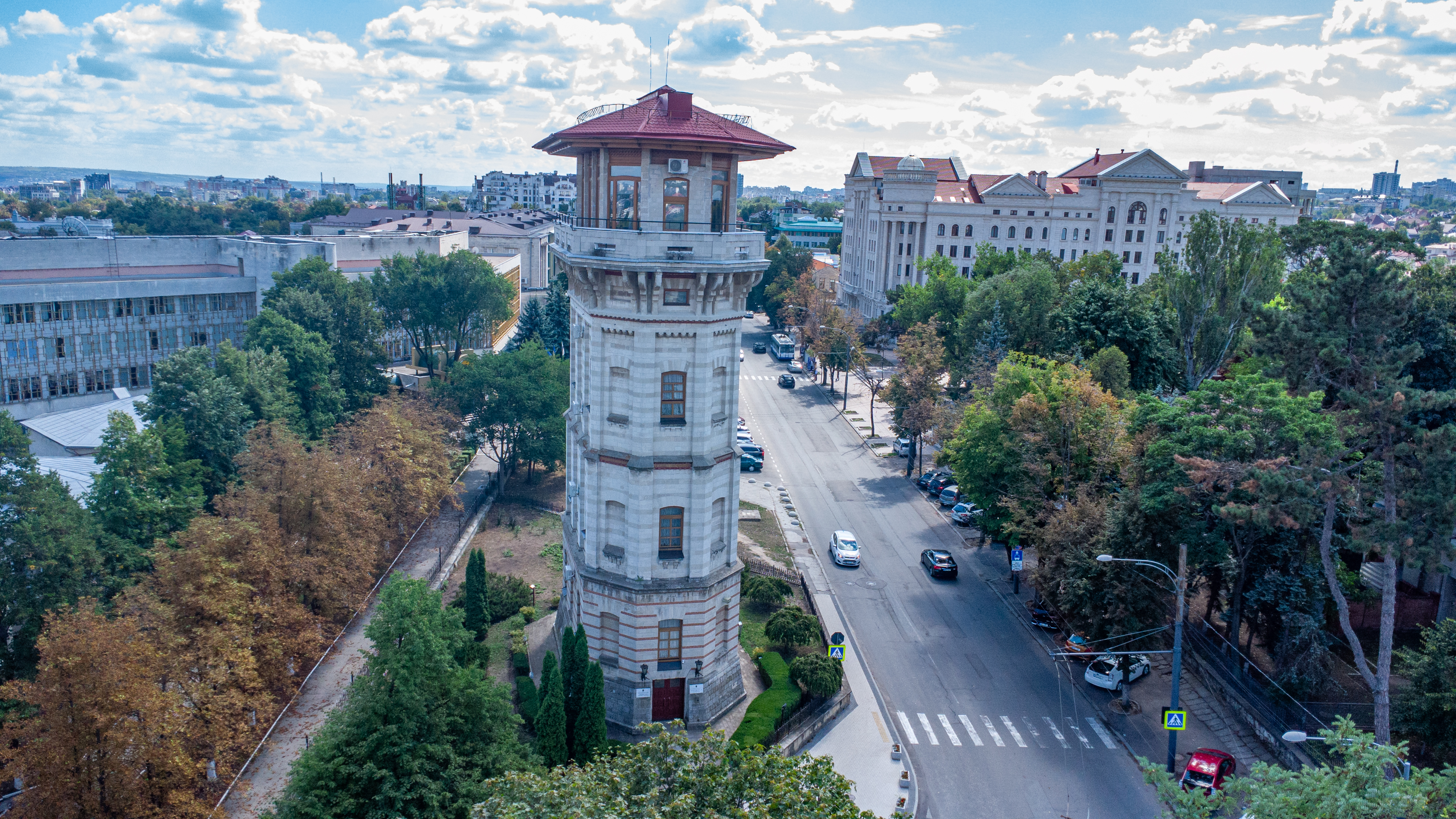
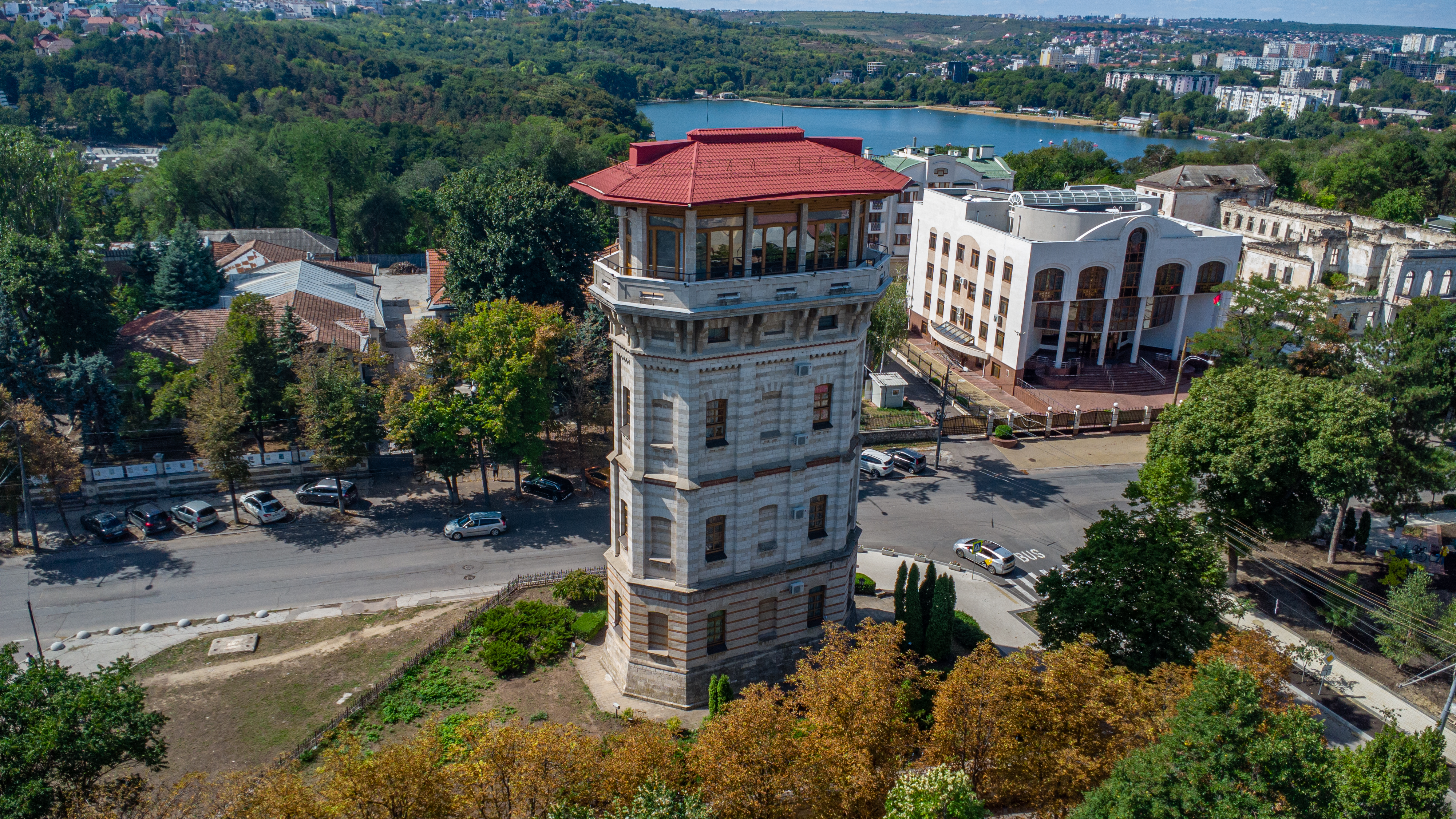
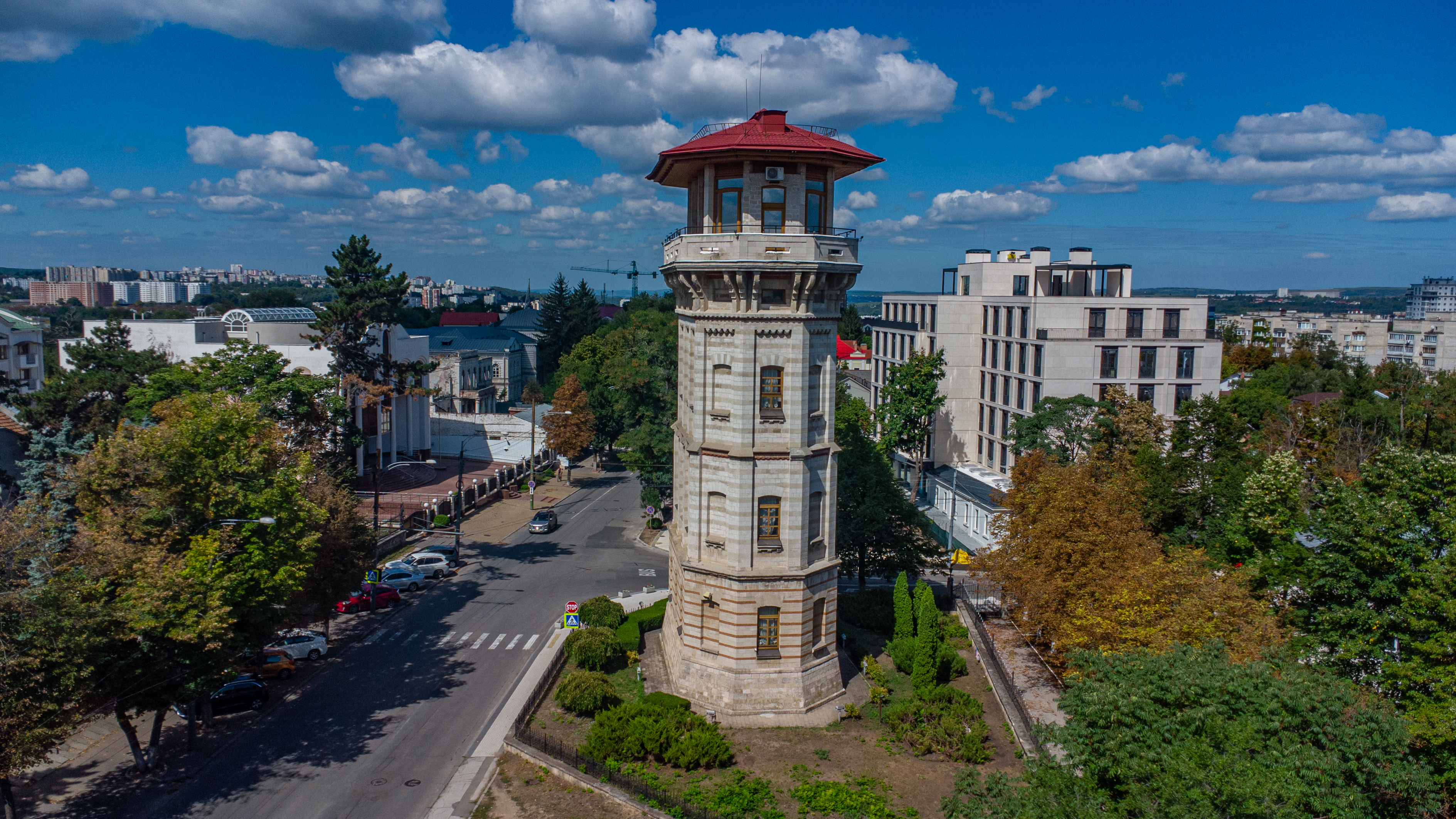
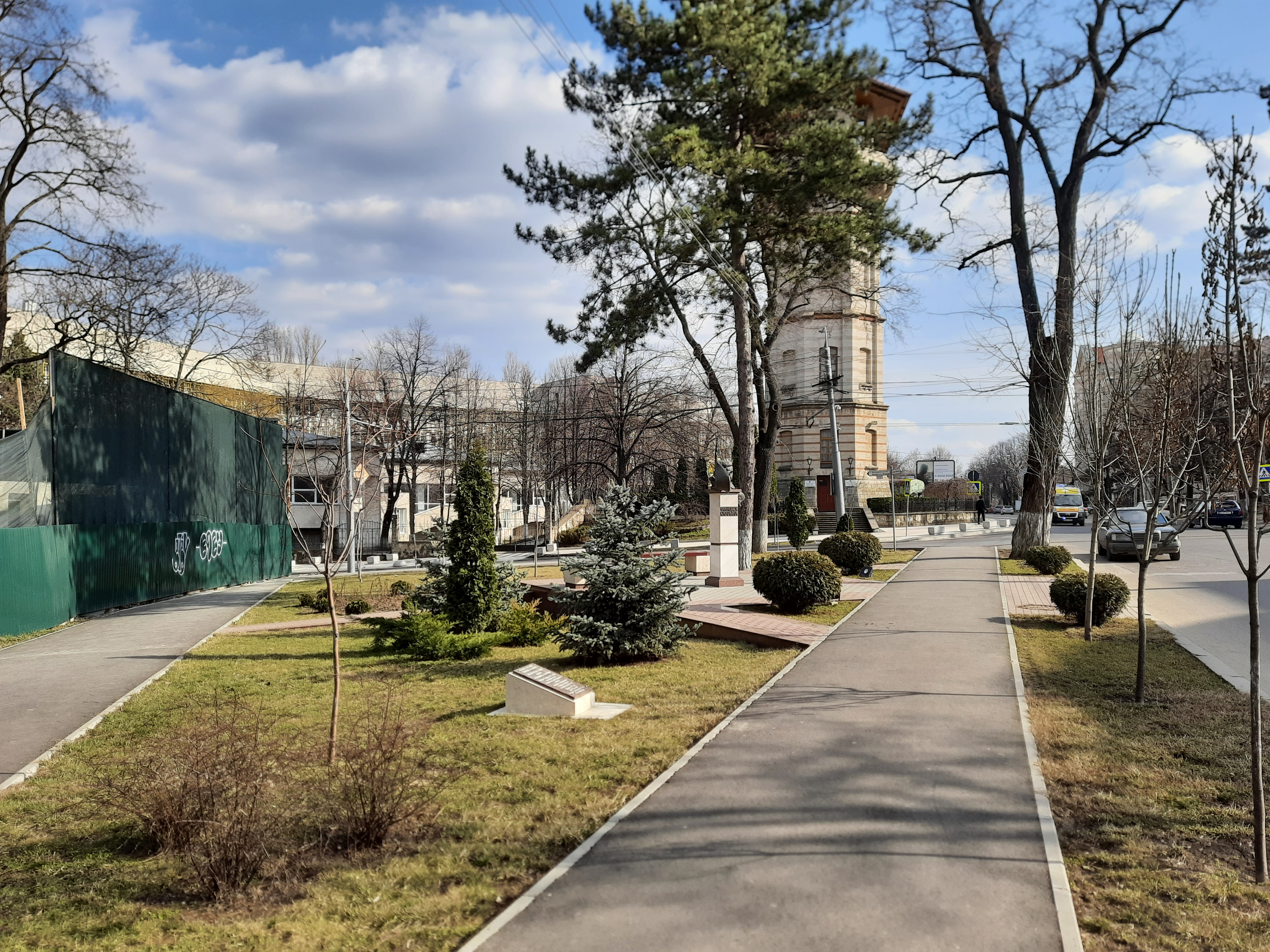
Scuar adiacent
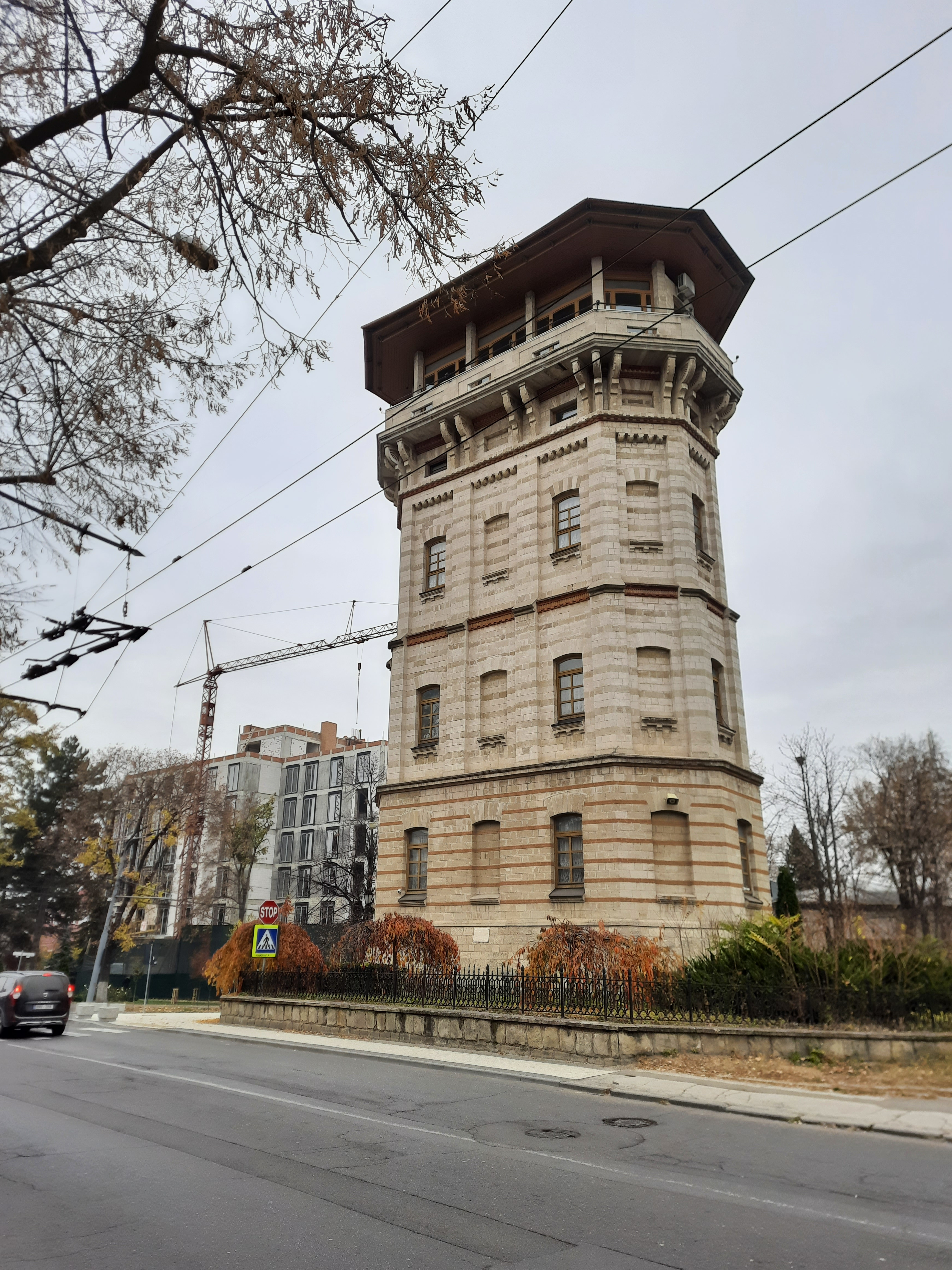

## Legături externe
- Iată Castelul de APĂ al Chișinăului la ziarulnational.md